# エリザベット・ボルヌ
エリザベット・ボルヌ（仏: Élisabeth Borne、1961年4月18日 - ）は、フランスの政治家。現在、同国の国民教育大臣。2022年から2024年までは首相を務め、エディット・クレッソンに続き史上二人目となる女性首相であった。

## 来歴

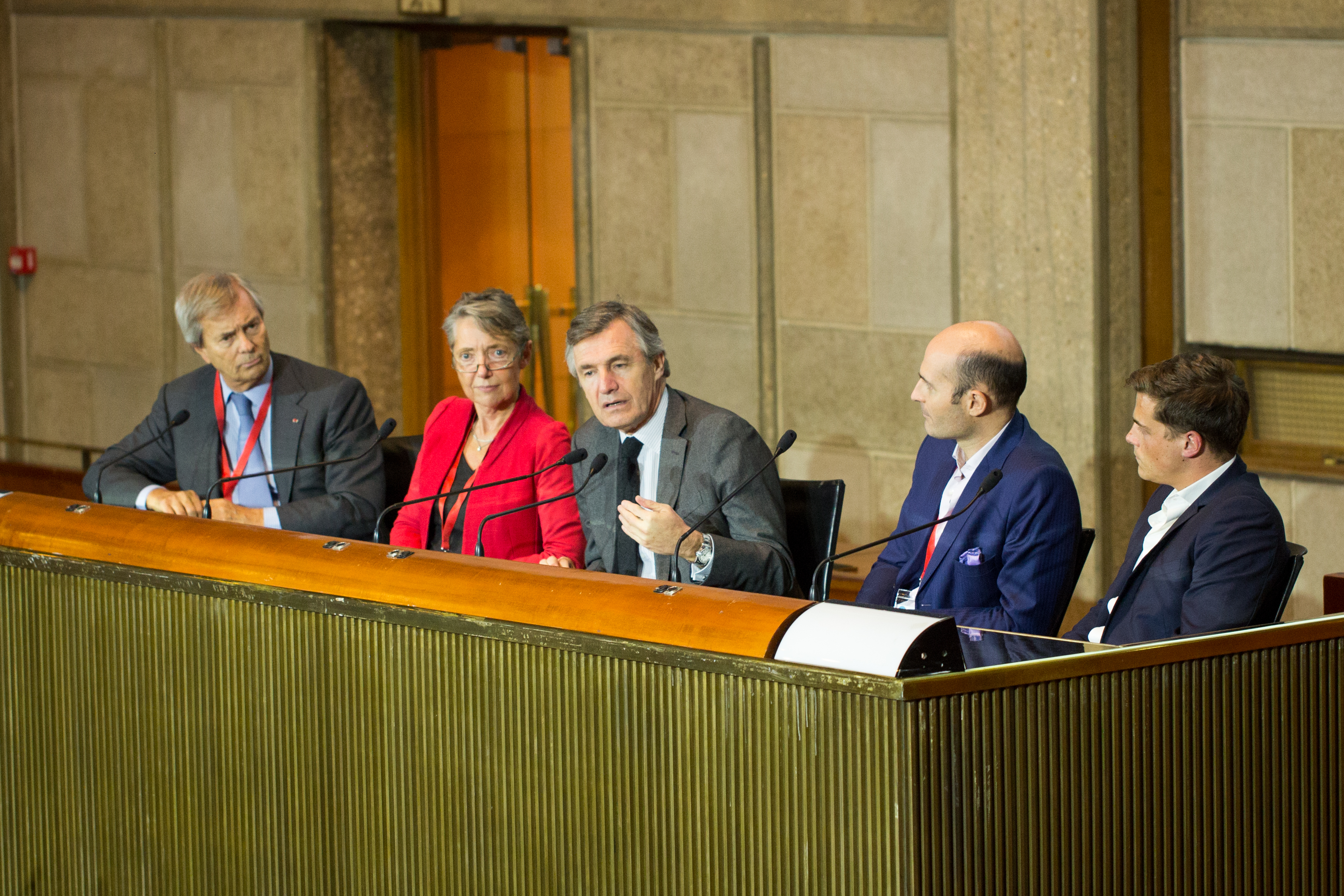
実業家 ヴァンサン・ボロレらと（2015年12月10日）

パリ出身。父親のジョゼフ・ボーンスタインは第二次世界大戦初めにフランスに逃れてきたポーランド系ユダヤ人であった。父親はフランス人の女性と結婚し、製薬研究所を設立し、運営した。ボルヌはパリの高校に進学。エコール・ポリテクニーク、国立土木学校などを卒業した。
2014年から2015年までエコロジー・持続可能開発・エネルギー大臣のセゴレーヌ・ロワイヤルの私設秘書を務めた 。2015年から2017年までパリ交通公団の総裁を務めた。
2017年5月17日、交通担当大臣に就任。2019年7月16日、環境連帯移行大臣に就任。2020年7月6日、労働・雇用・社会復帰大臣に就任。
2022年5月16日、ジャン・カステックス率いる内閣が総辞職。同日、エマニュエル・マクロン大統領は新首相に任命した。6月の議会総選挙では与党が大敗し、6月21日に首相辞任を申し出たがマクロンはこれを拒否。6月25日に新内閣を組閣するよう要請した。7月11日にはボルヌに対する不信任決議案が議会で退けられた。
2023年に入り年金改革に反対するストライキ、また6月にはパリ郊外で17歳の男性が警察により射殺されたことによる暴動が発生し、首相交代を含む内閣改造を求める声が噴出したものの、マクロン大統領は7月17日にボルヌの首相続投を決定した。11月12日にはパリで行われた反ユダヤ主義に抗議するデモに参加した。
2024年1月8日に首相を辞任したことが発表され、翌9日にガブリエル・アタル国民教育相が新首相に任命されたことで、ボルヌは首相を退任した。
2024年12月23日に発足したフランソワ・バイル首相率いる内閣において国民教育大臣に就任した。